# 웨일스 공 윌리엄
웨일스 공 윌리엄(영어: William, Prince of Wales, 1982년 6월 21일~)은 현재 영국의 왕세자로, 국왕인 찰스 3세와 찰스의 전처 다이애나 스펜서 공비의 장남이다. 엘리자베스 2세 여왕과 배우자 필립 공의 손자이기도 하다. 현재 영국 왕위 계승 순위 서열 1위이다. 형제로는 2세 연하인 남동생 서식스 공작 해리가 있다.
2011년 4월 29일에 세인트앤드루스 대학교 재학 중에 만난 평민 출신 캐서린 미들턴과 혼인하고, 케임브리지 공작 작위를 받았다. 2022년 9월 8일 조모왕 엘리자베스 2세 사후 콘월 공작위를 수여 받았으며 다음 날인 9월 9일 웨일스 공위를 수여 받았다.

## 생애

### 어린 시절
윌리엄은 1982년 6월 21일 월요일 오후 9시 3분에 영국 런던의 세인트 메리 병원에서 태어났다. 어렸을 때부터 얼굴이 아주 귀엽고, 잘생겨서 영국은 물론 미국, 캐나다 등의 많은 소녀들을 설레게 했다고 한다. 특히, 더욱 놀라운 것은 영국 왕실 사람들은 공부를 못한다고 한다. 그러나 윌리엄 왕자는 명문 사립고등학교인 이튼 칼리지를 아주 우수한 성적으로 졸업한 후, 영국에서 유명한 명문대학교인 세인트앤드루스 대학교에 입학해서, 이곳에서도 우수한 성적으로 졸업했을 정도의 수재였다고 한다.(물론, 이튼 칼리지나 세인트앤드루스 대학교 입학 시험 성적도 우수했다.) 이튼 칼리지에 다닐 때, 선생님들도 "영국 왕실 사람들 중에서는 윌리엄이 가장 공부를 잘할 것."이라면서 극찬했다고 한다.
실제로, 윌리엄 왕자의 성적이 이튼 칼리지에서 몇 손가락 안에 들 정도이다. 그리고 세인트앤드루스 대학교에 입학할 때, 세계에서 수많은 여자들이 세인트앤드루스 대학교에 입학하려고 몰려들어, 세인트앤드루스 대학교에서 여성의 비율이 44%로 대폭 증가했던 사건도 일어났다. 이 소식을 들은 윌리엄 왕자는 "내가 지금 대학을 가는 거지, 장가를 가는 게 아니다."라는 말을 했을 정도였다고 한다. 윌리엄 왕자는 세인트앤드루스 대학교 미술사학과에 입학했지만, 나중에 지리학으로 전공을 바꾸어서 지리학 학사학위를 받고 졸업했다고 한다. 그 후, 동생 해리 왕자가 공부하고 있는 영국 최고의 군사 교육 기관인 샌드허스트 육군사관학교에서, 2006년에 교육을 받았다.

### 약혼과 결혼식
윌리엄 왕자가 세인트앤드루스 대학교 미술사학과에서 공부하던 시절에 케이트 미들턴은 미술사학과에서 석사과정을 공부 중이었다고 한다. 이 두 사람은 이곳에서 만난 지 1년도 안 되어서 연인 관계로까지 발전하게 되었다. 그 후, 몇 번의 시행착오를 거쳐서, 결혼까지 하게 되었다.
윌리엄 왕자와 케이트 미들턴은 2011년 4월 29일 다이애나 스펜서의 장례식을 행했던 웨스트민스터 사원에서 결혼식을 올렸다. 결혼식 당일 영국은 임시 공휴일로 지정했고, 1,900명의 하객들이 참석했다. 당시 결혼식 생중계로 영국에서만 2,600만 명이 넘는 사람들이 시청했고, 세계적으로는 20억 명이 넘는 사람들이 시청했다.

## 가족 관계
- 할아버지: 에든버러 공작 필립(1921년 6월 10일~2021년 4월 9일)
- 할머니: 엘리자베스 2세(1926년 4월 21일~2022년 9월 8일)
  - 아버지: 찰스 3세(1948년 11월 14일~)
  - 어머니: 웨일스 공비 다이애나(1961년 7월 1일~1997년 8월 31일)
    - 동생: 서식스 공작 해리(1984년 9월 15일~)
    - 배우자: 웨일스 공비 캐서린(1982년 1월 9일~)
      - 아들: 웨일스 공자 조지(2013년 7월 22일~)
      - 딸: 웨일스 공녀 샬럿(2015년 5월 2일~)
      - 아들: 웨일스 공자 루이(2018년 4월 23일~)

## 칭호와 호칭
그가 가지고 있는 작위는 다음과 같다. 모두 윌리엄 왕자의 결혼식 때, 엘리자베스 2세가 수여하였다.
- 케임브리지 공작(2011년 4월 29일)
- 스트래선 백작(2011년 4월 29일)
- 캐릭퍼거스 남작(2011년 4월 29일)
- 콘월 공작(2022년 9월 8일)
- 로스시 공작(2022년 9월 8일)
- 캐릭 백작(2022년 9월 8일)
- 렌프루 남작(2022년 9월 8일)
- 아일즈의 영주(2022년 9월 8일)
- 스코틀랜드 공 겸 섭정(2022년 9월 8일)
- 웨일스 공(2022년 9월 9일)
- 체스터 백작(2022년 9월 9일)

그의 칭호를 한꺼번에 일컬을 때는 "His Royal Highness Prince William Arthur Philip Louis, Duke of Cambridge, Earl of Strathearn, Baron Carrickfergus, Royal Knight Companion of the Most Noble Order of the Garter, Knight of the Most Ancient and Most Noble Order of the Thistle, Personal Aide-de-Camp to Her Majesty The Queen"이나 사용되는 경우는 드물다. 그의 칭호 중 대표적인 것은 콘월 공작으로, 스코틀랜드를 제외한 전 세계에서 통용된다. 스코틀랜드에서는 콘월 공작 대신에 로스시 공작을 사용한다. 그의 호칭은 전하이다. 문서 등에 서술할 때는 흔히 약칭으로 HRH라 서술한다.
윌리엄의 공식 칭호의 변천은 다음과 같다.
- 1982년 6월 21일~2011년 4월 29일: 웨일스 공자 윌리엄 전하(His Royal Highness Prince William of Wales)
- 2011년 4월 29일~2022년 9월 8일: 케임브리지 공작 전하(His Royal Highness The Duke of Cambridge)
  - 2011년 4월 29일~2022년 9월 8일: 스코틀랜드에서는 스트래선 백작 전하(His Royal Highness The Earl of Strathearn)
- 2022년 9월 8일~2022년 9월 9일: 콘월과 케임브리지 공작 전하(His Royal Highness The Duke of Cornwall and Cambridge)
  - 2022년 9월 8일~: 스코틀랜드에서는 로스시 공작 전하(His Royal Highness The Duke of Rothesay)
- 2022년 9월 9일~: 웨일스 공 전하(His Royal Highness The Prince of Wales)

| 웨일스 공자 윌리엄의 휘장 (2000-2008) | 웨일스 공자 윌리엄의 휘장 (2008-2011) | 스코틀랜드에서의 현재의 휘장 |

## 학력
- 이튼 칼리지 졸업
- 세인트앤드루스 대학교 지리학과 학사